# 아쉬 슈아라
아쉬 슈아라는 꾸란의 26장 제목이다.
본 장의 처음 시작은 신앙의 강요가 없다는 뜻의 따신밈이란 키워드이다.
| 이 전 알 푸르깐 | 수라 26 (아랍어 원문) | 다 음 안 나믈 |
| 1 2 3 4 5 6 7 8 9 10 11 12 13 14 15 16 17 18 19 20 21 22 23 24 25 26 27 28 29 30 31 32 33 34 35 36 37 38 39 40 41 42 43 44 45 46 47 48 49 50 51 52 53 54 55 56 57 58 59 60 61 62 63 64 65 66 67 68 69 70 71 72 73 74 75 76 77 78 79 80 81 82 83 84 85 86 87 88 89 90 91 92 93 94 95 96 97 98 99 100 101 102 103 104 105 106 107 108 109 110 111 112 113 114 |                       |               |